# Festa di sant'Anna

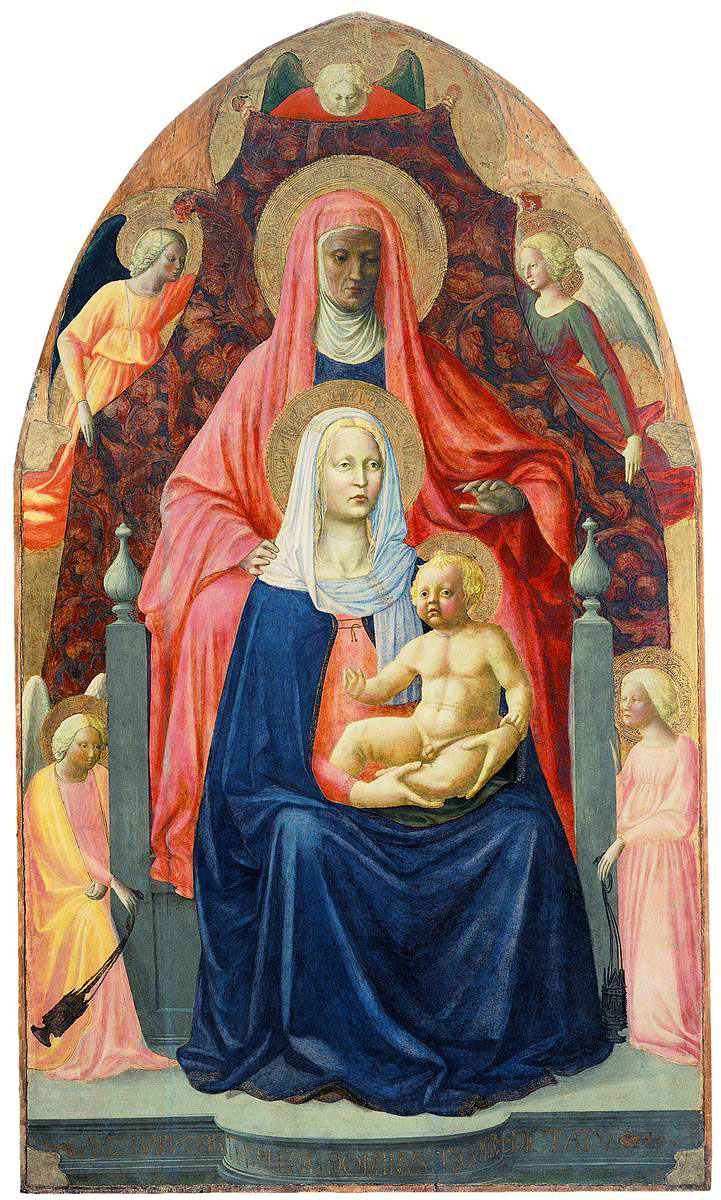
Sant'Anna Metterza, Masolino e Masaccio, Uffizi

La festa di sant'Anna era una delle festività del calendario della Repubblica fiorentina, che cadeva il 26 luglio, giorno appunto di sant'Anna.

## Storia
A causa della discordia delle sue classi dirigenti, Firenze aveva voluto il Duca; dopo la cacciata di Gualtieri di Brienne, "la Signoria nuova - ricorda il Villani - in uno col popolo riferendo alla intercessione di sant'Anna, di cui ricorreva il nome in quel giorno, l'avvenimento felice, corse all'altare della Madonna in Orsanmichele, e porse in quel luogo rendimento di grazie".
Con questo concorso di popolo all'oratorio ebbe genesi la celebrazione annuale che la Signoria (il consiglio che governava la Repubblica) decise di bandire, negli anni a venire, in onore di sant'Anna, proclamando il 26 luglio festa solenne. La Signoria stessa, inoltre, commissionò un altare ligneo da erigere in Orsanmichele per esporvi "un'immagine di sant'Anna" come si legge nelle provvisioni del Comune, un'immagine inizialmente dipinta e poi, al tramonto del XIV secolo, scolpita nel legno.
L'aver voluto porre in Orsanmichele l'effigie della santa fu un gesto estremamente significativo: l'oratorio, sovvenzionato da una tassa pubblica, era insieme chiesa e granaio per la città: fu una delle costruzioni più importanti dell'età comunale a Firenze. Allocarvi l'icona della santa stava, quindi, ad indicare l'ufficialità e la natura civica del "nuovo culto", della venerazione che le si voleva tributare.
L'altare divenne il fulcro della festa, intorno ad esso si affollavano i fedeli offrendo doni alla figura di sant'Anna, per la quale venne coniato il fiorentinissimo appellativo di "Santa avvocata della libertà cittadina".
Difatti il governo deliberò che "nel dì della beata Anna, madre della Vergine gloriosa, per la liberazione della città e dei cittadini e per la liberazione del giogo pernicioso e tirannico, nella ricorrenza della festività di S.Anna, dai Priori, dagli altri Rettori della città e dai Consoli delle arti si dovessero fare offerte di ceri e danaro davanti alla immagine di detta santa in San Michele" (provvisione dell'11 gennaio 1344, stile fiorentino, 1345 stile moderno).
E ancora, "s'ordinò, per unire ai sacri riti pubbliche feste popolari, che in quel giorno medesimo si corresse un palio del valore di 32 fiorini d'oro e che si cavassero fuori le bandiere delle arti e venissero appese a Orsanmichele". Niente doveva turbare il giorno deputato dalla Signoria alla commemorazione della santa e, insieme, della rinnovata libertà e pertanto venne decretato che "nessuno dovesse essere preso per debito, né i magistrati rendere giustizia, ne verum artefice tenere aperte botteghe o uffici, pena lire 25 a chi trasgredisse".

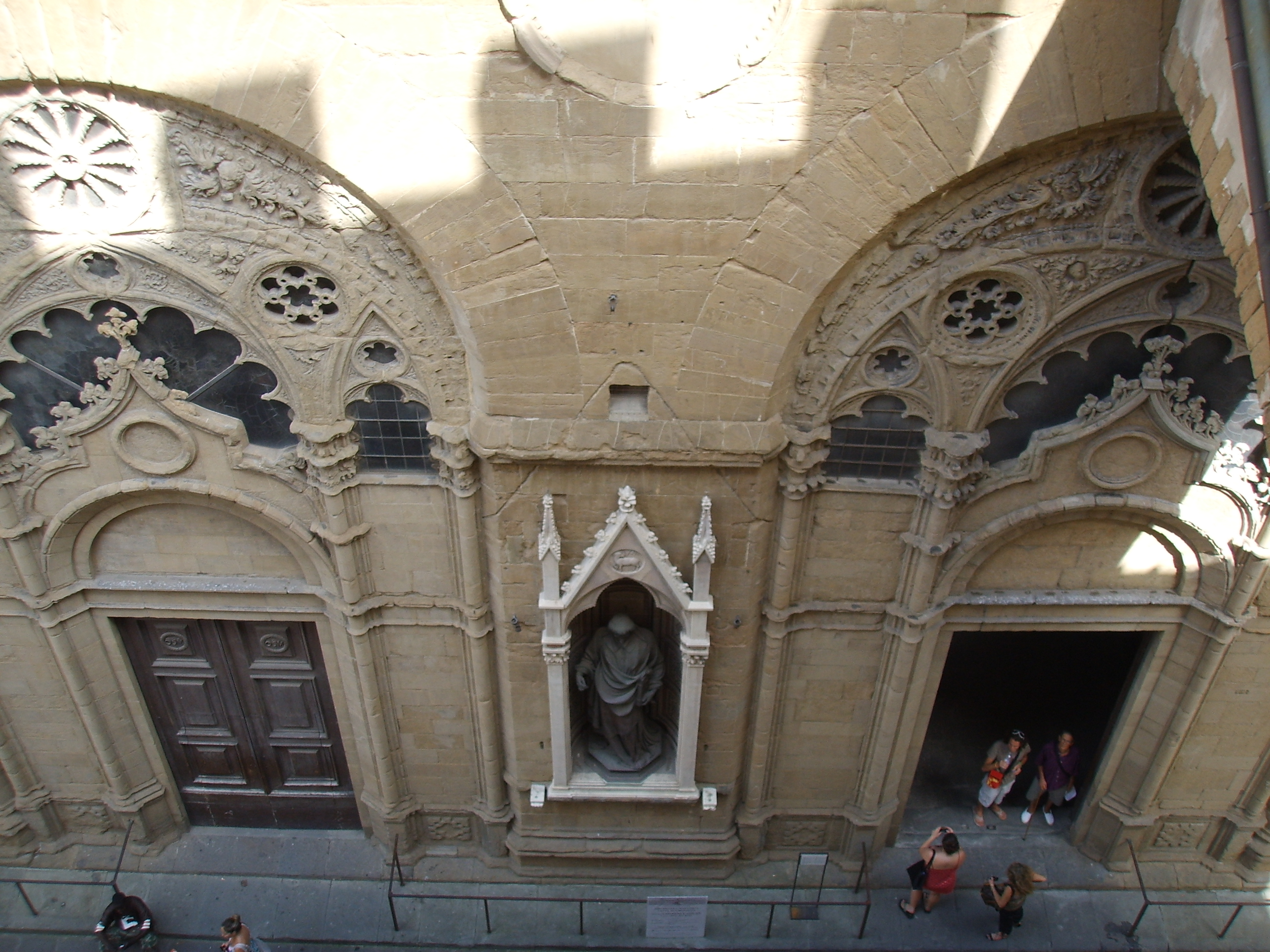
Orsanmichele

Gli oboli donati alla santa nel suo giorno, per volontà del governo del Comune, venivano consegnati ai Capitani di Orsanmichele, i quali, "prelevatene le spese occorrenti a festeggiare quella solennità", destinavano quanto rimaneva per due terzi ai poveri e per un terzo al Monastero di Sant'Anna già sorto, nel 1318, in Oltrarno, in località Verzaia. Un monastero femminile benedettino al quale, per celebrare i fatti del 1343, la Signoria decise nel 1359 di edificare una nuova chiesa.
A partire dal 1370, una imponente processione interessò la Firenze di qua e di là d'Arno, poiché si snodava fra Orsanmichele e il monastero di Verzaia; una processione giocosa, resa immortale, più tardi, dai colori di Jacopo Pontormo che la dipinse, fra il 1528 e il 1529, in un cammeo all'interno di una grande tavola per l'altare maggiore della chiesa di Verzaia. Il dipinto con Sant'Anna Metterza e santi (oggi al Museo del Louvre) fu voluto per rinnovare un'immagine divenuta "fuori moda", così come i rettori di Orsanmichele avevano già stabilito per il loro oratorio, commissionando nel 1522 a Francesco da Sangallo la scultura in marmo della sant'Anna Metterza (1522-1526) che tuttora possiamo ammirare sull'altare di sant'Anna.

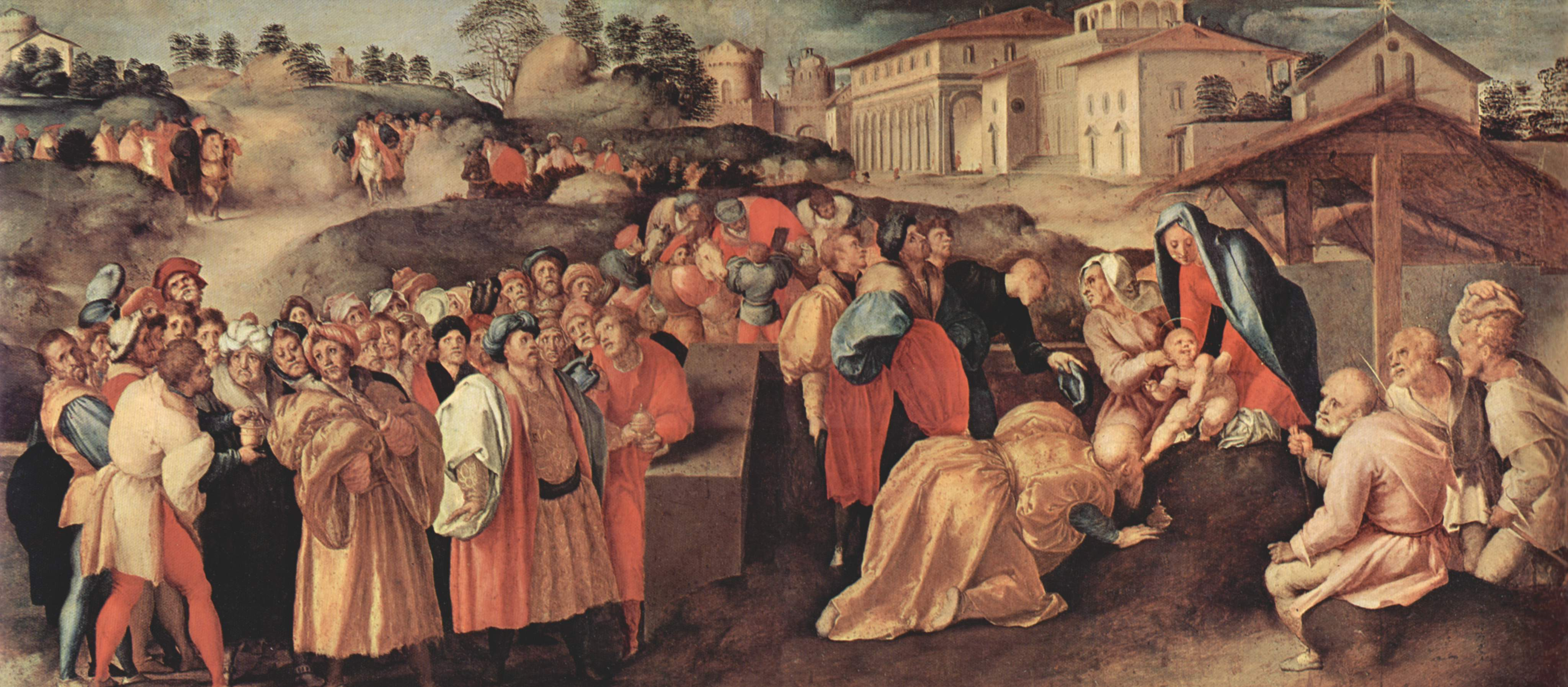
Adorazione dei Magi, Jacopo Pontormo, 1520 circa

Nel corso del XVI e del XV secolo, il culto di sant'Anna protettrice di Firenze divenne sempre più importante a quanto testimoniano ulteriori leggi promulgate a favore di Orsanmichele e in omaggio alla santa. "Il Gonfaloniere servendo d'esempio a tutti a mezza messa offriva un regalo di frutte, d'allora il popolo inventò figure e uomini ritratti al naturale con teste e mani di cera colorata per regalarli in omaggio alla Santa".
L'iconografia di "Sant'Anna dei Fiorentini" rimase radicata fino al primo Cinquecento quando la famiglia Medici al potere volse l'effigie civica della Santa a vantaggio della propria politica, facendola divenire protettrice del Casato, e, insieme, quando i dettami della Controriforma ridettero alla sua figura la sola connotazione di madre della Vergine come il linguaggio artistico coevo attesta.
Con il ritorno dell'icona tradizionale della Santa, anche la festa che si svolgeva in città il 26 luglio iniziò a perdere lo sfarzo che la connotava per poi smarrirsi nelle pagine della storia. Dell'antico splendore sopravvisse pallidamente, per la caparbietà di pochi, l'esposizione dei vessilli delle Arti all'esterno di Orsanmichele fino a quando, alcuni anni fa, l'Amministrazione Comunale di Firenze decise di riproporre la festa del 26 luglio attraverso un corteo storico, che si dipana fra Palazzo Vecchio, la cattedrale ed Orsanmichele, nuovamente fulcro della città per un giorno, e dando vita, di anno in anno, a conferenze, a convegni e a manifestazioni con l'intento di non fare sopire i contenuti storici, oltre che cultuali, di tale giorno nei fiorentini e in tutti coloro che popolano la città nella bella stagione. Anche la Parte Guelfa rende ogni anno omaggio a Sant'Anna con una scorta d'onore che accompagna dal Duomo il Rettore di Orsanmichele.
Ha, dunque, nuova vita una festività da intendere come giorno consacrato alla libertà voluta dagli operosi fiorentini del Medioevo, senza la quale non avrebbe avuto origine la grandezza economica, culturale e morale della Firenze del Rinascimento, eredità forte per la Firenze contemporanea.